# Bide Arm
Bide Arm est une ville située sur l'île de Terre-Neuve dans la province de Terre-Neuve-et-Labrador au Canada. La population y était de 192 habitants en 2006. Elle a été fusionnée avec en 2009 pour former Roddickton-Bide Arm

## Annexe